# Schneise

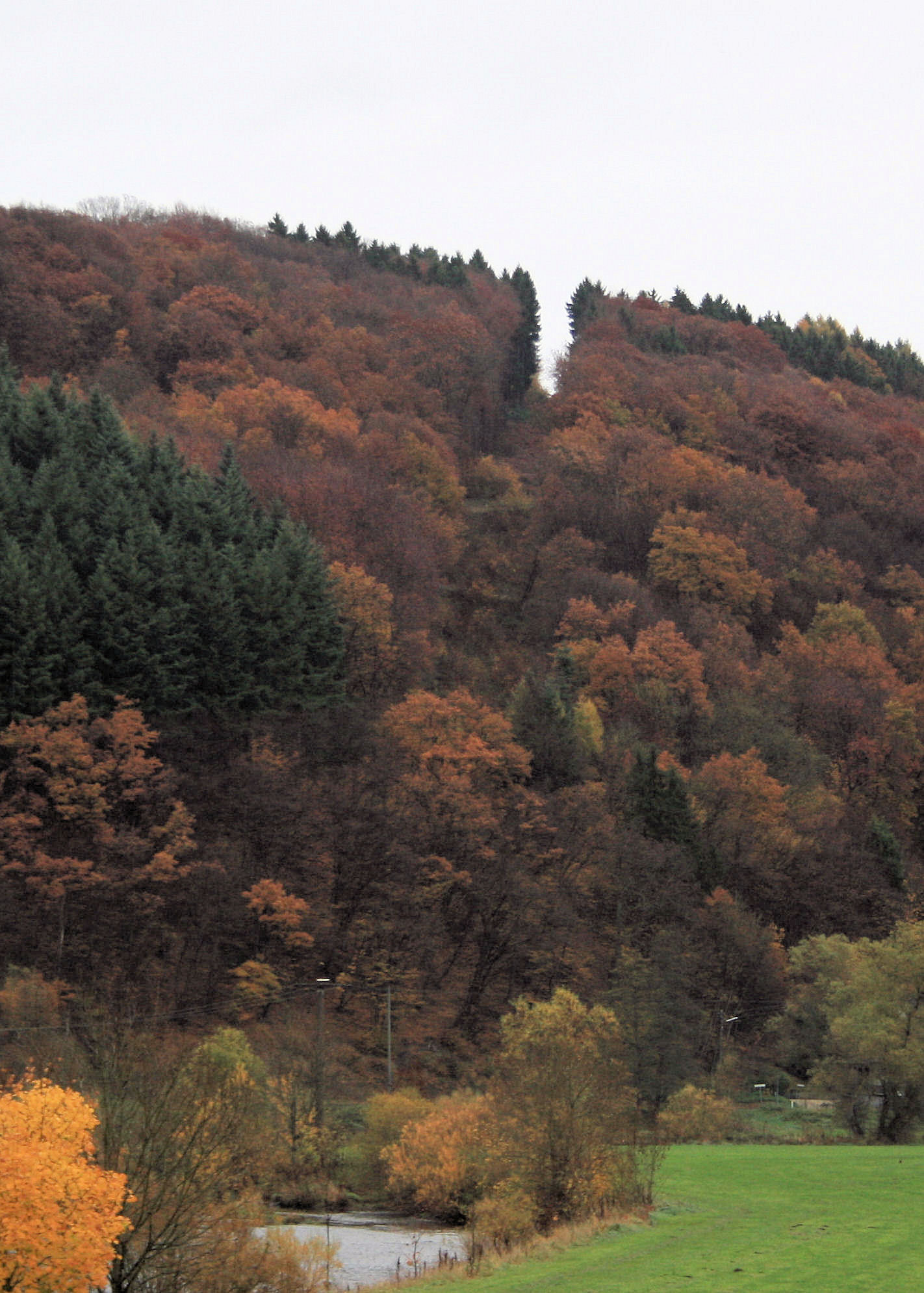
Schneise im Kollunder Wald

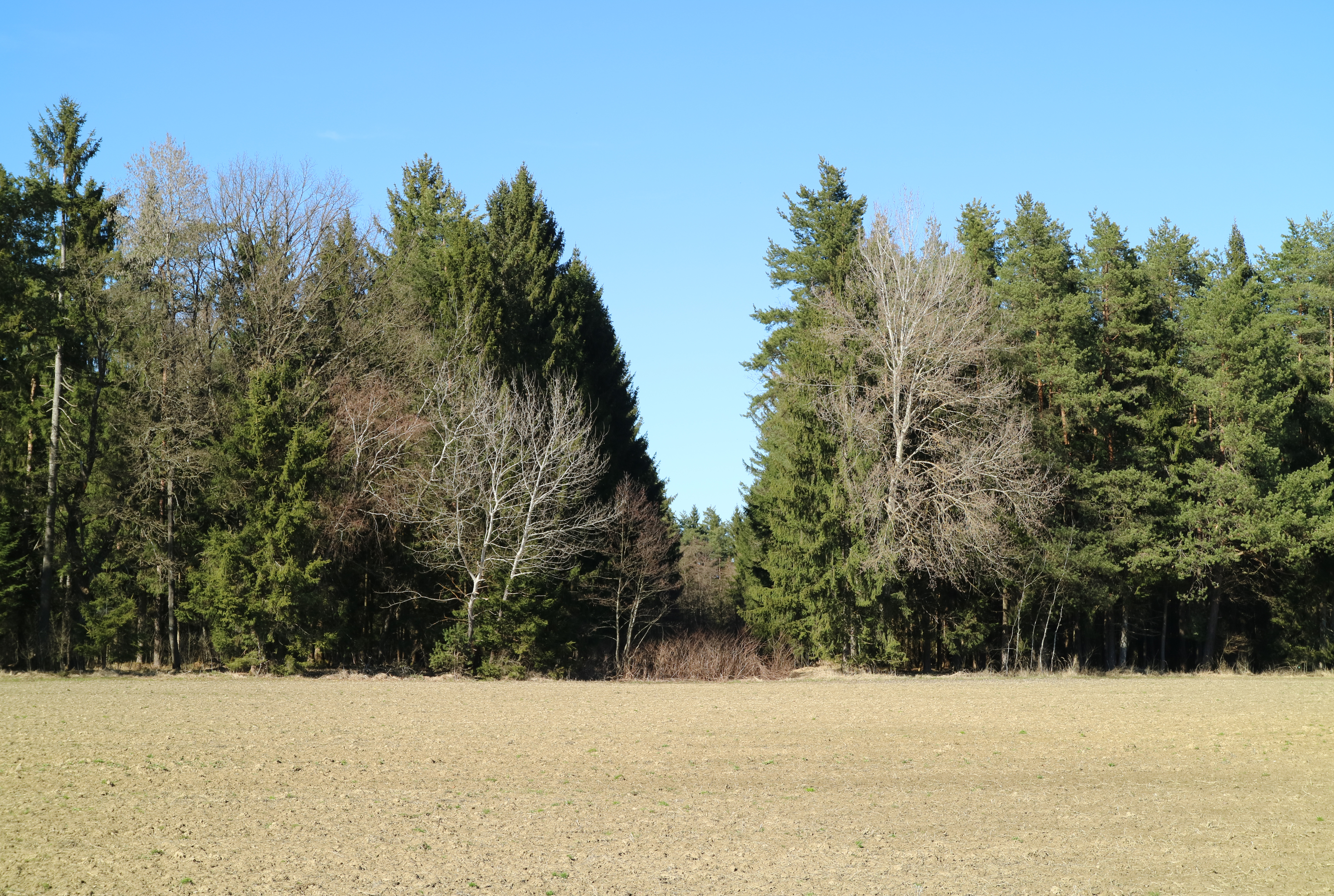
Aufgelassene Bahntrasse im steirischen Kaiserwald

Als Schneise oder auch als Gestell bezeichnet man im Forstwesen einen baumfreien Streifen (Durchhau, Lücke, Bewuchsunterbrechung) im Wald. Die Schneise ist deutlich länger als breit, wodurch sie sich von einer Lichtung unterscheidet. Sie kann natürlichen Ursprungs oder künstlich angelegt sein.

## Entstehung und Funktion

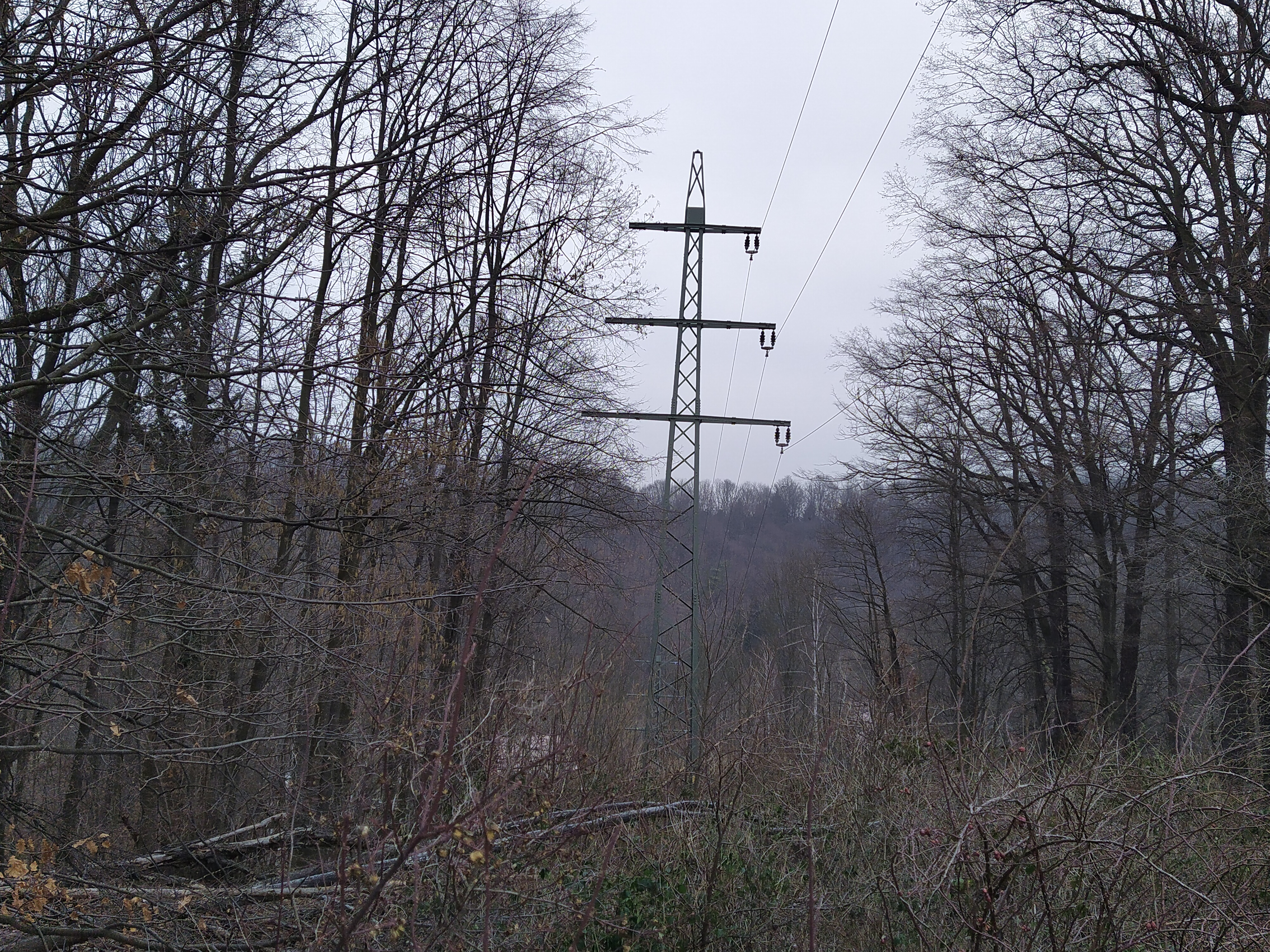
Schneise für eine Freileitung

Eine Schneise kann durch Rodung entstehen, indem die Bäume entlang einer Gasse durch den Forst gefällt werden. Als natürliche Ursache einer Schneisenbildung kommt zum Beispiel ein Sturm oder Tornado in Betracht, der die Bäume auf einer längeren Strecke umwirft. Schneisen verlaufen meist ungefähr geradlinig. Oft findet man sie als Forstbestandsgrenzen zwischen Waldflächen, die mit verschiedenen Baumarten bepflanzt sind. Auch andere Grenzen können durch eine Schneise gebildet oder gekennzeichnet werden; so ist beispielsweise der Verlauf der ehemaligen innerdeutschen Grenze in vielen Bereichen noch heute durch Schneisen erkennbar.
Durch die Schneise kann ein angelegter Weg, z. B. ein Rückeweg, führen; oft werden Schneisen gezielt für den Bau von Freileitungen, Wegen und Straßen geschlagen; für Luftseilbahnen werden Liftschneisen geschlagen. 
Breite Schneisen können die Ausbreitung von Waldbränden verhindern; Brandschneisen werden zu diesem Zweck geschlagen. Die fortgesetzte Nutzung von Pfaden oder Wegen im Wald führt dazu, dass Bäume an dieser Stelle nicht nachwachsen und sich eine Schneise bildet. Das Anlegen großflächiger Schneisen und Wüstungen als Zufahrtswege und Unterbringungsorte für Arbeiter und schweres Gerät spielt eine wichtige Rolle bei der Erschließung von Urwäldern für die Rohstoffgewinnung (Holzeinschlag, Ölförderung) oder Bauxitgewinnung (zum Beispiel in Brasilien) und kann ökologisch bedenklich sein.

## Das Geräumt

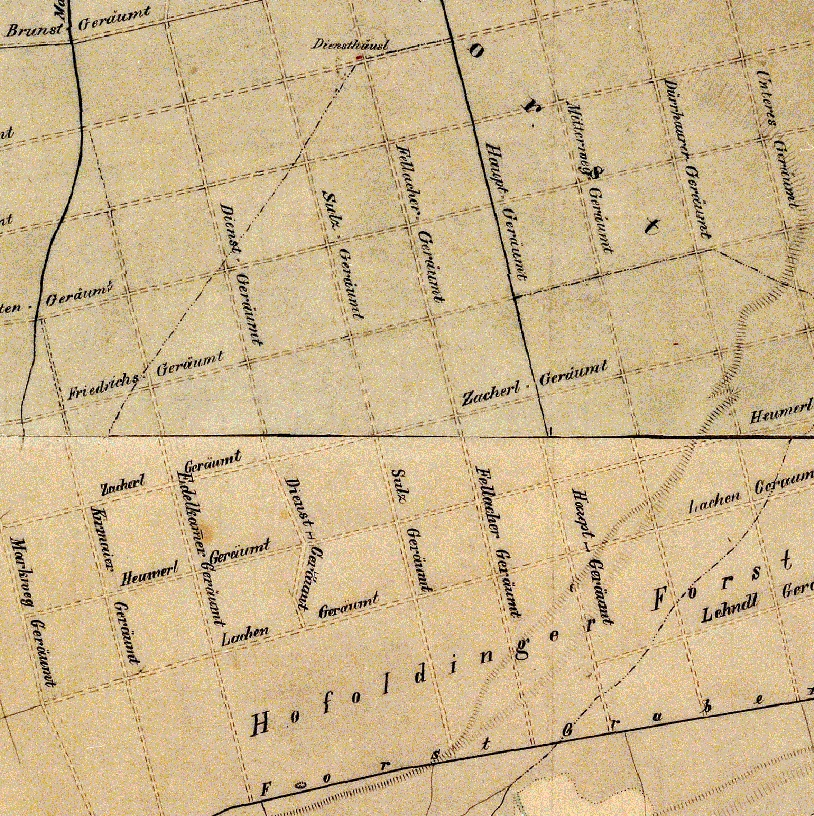
Geräumte im Hofoldinger Forst auf einer Karte von 1875–77

In den bayerischen Wäldern sind unbefestigte Schneisen, so genannte Geräumte, seit Beginn des 19. Jahrhunderts üblich. Sie wurden überall dort eingerichtet, wo natürliche Abteilungen wie Straßen, Stell- und Holzabfuhrwege und dergleichen fehlten. In hohen Lagen wurden sie in West-Ost-Richtung wegen Windwurfgefahr nicht empfohlen.
Kreuzungen von Geräumten werden oft als Jagdsterne bezeichnet und tragen bisweilen Namen, die auf stern enden, so etwa Ludwigstern an der Kreuzung Ludwig Geräumt und Prinz-Karl Geräumt im Forstenrieder Park.

## Künstliche Schneisen als Lebensräume
Stromleitungstrassen durch Wälder werden häufig nur als Beeinträchtigung intakter Wälder gesehen. Jedoch können sie wertvolle Flächen für Bodenflechten darstellen, schafft doch der Wald eine Abschirmung gegenüber Nähr- und Schadstoffen aus Landwirtschaft, Industrie und Verkehr. Daraus können Ziellebensräume wie Magerrasen und Heiden entstehen, die sich nur abseits landwirtschaftlicher Nutzung entwickeln können. Dazu ist jedoch eine regelmäßige Pflege der Flächen notwendig, um das Aufwachsen von Gehölzbeständen zu vermeiden. Aufgrund der abgelegenen Lage besteht hier zudem kaum ein Nutzungsdruck.

## Übertragene Bedeutung
Der Begriff Schneise wird auch im übertragenen Sinn gebraucht und bezeichnet dann in der Regel einen Zugang, Durchbruch (vgl. auch Bresche) oder Freiraum. Bekannte Redewendungen sind etwa:
- „eine Schneise der Verwüstung hinterlassen“
- „eine Schneise im Vorschriftenwald“
- „eine Schneise freischlagen“

Auch im technischen Sprachgebrauch findet sich die Schneise als Metapher (zum Beispiel der Begriff Einflugschneise).